# 12912 Стрітер
12912 Стрітер (12912 Streator) — астероїд головного поясу, відкритий 17 вересня 1998 року.
Тіссеранів параметр щодо Юпітера — 3,188.
Названо на честь міста Стрітер у штаті Іллінойс США.